# Hilda Brag
Hilda Maria Vilhelmina Brag, född 1 april 1869 i Ölme, Värmland, död 16 oktober 1957 i Stockholm, var en svensk målare och skulptör.
Hon var dotter till lantbrukaren Carl Johan Wahlström och Charlotta Jonson och gift 1902–1915 med Carl Gustaf Albin Brag samt mor till Else Brag-Carleson. Brag studerade för Richard Berg vid Konstnärsförbundets målarskola 1900 och vid Münchens kvinnliga konstakademi 1902–1903 och för Carl Wilhelmson i Stockholm 1912 samt för Einar Utzon-Frank i Köpenhamn 1918 och som extraelev för Carl Milles vid Konsthögskolan 1918–1920. Hon medverkade i konstutställningen och konsttävlingen som visades i samband med de olympiska spelen i Stockholm 1912 och i samlingsutställningar arrangerade av Föreningen Svenska Konstnärinnor. Hennes konst består av porträtt, landskap och figurmotiv utförda i olja eller akvarell samt bokomslag och illustrationer för ett flertal barnböcker.